# Obóz pracy przymusowej w Michałowie
Obóz pracy przymusowej w Michałowie – niemiecki obóz pracy przymusowej na terenie Dystryktu radomskiego Generalnego Gubernatorstwa, w Michałowie, w powiecie pińczowskim.
Obóz działał od 8 sierpnia 1944 roku do stycznia 1945 roku i był przeznaczony dla ludności polskiej. Jednorazowo przebywało w nim 600 osób, a przewinęło się około 10 000 osób, z okolicznych wsi, powiatu jędrzejowskiego i włoszczowskiego. Obóz znajdował się w dużej dworskiej stodole i spichlerzu [...] Budynek był z cegieł, ale ułożonych tak, że pomiędzy cegłami były dziury. Zimą wiatr hulał wewnątrz, przemarznięci więźniowie próbowali zasłaniać je wiązkami słomy. Ludność z okolicy przynosiła żywność. Niemieckie kierownictwo obozu mieszkało na plebanii (ksiądz był zmuszony mieszkać u parafian). Załoga była bardzo brutalna, znęcała się nad więźniami (z zeznań wójta gminy Michałów – Franciszka Matuszczyka złożonych 3 czerwca 1947 r. i relacji żony przetrzymywanego w tym obozie Stanisława Bartosika).

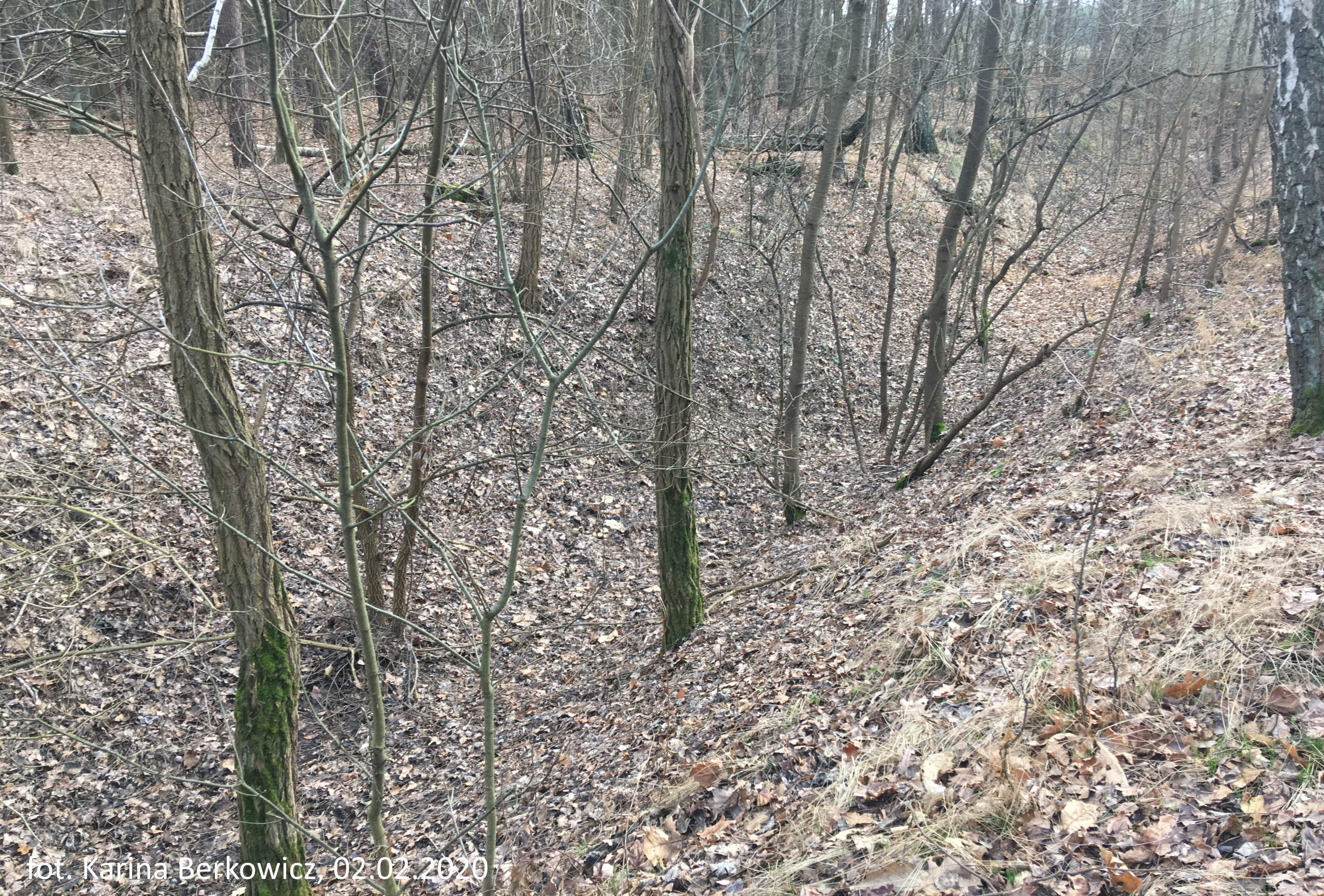
Pozostałości rowu przeciwczołgowego niemieckiej linii umocnień A1 – „Venus” z 1944 r. fot. K. Berkowicz 02.02.2020

Osadzeni w tym obozie pracowali przy kopaniu dużych (głębokości ponad 2,5 m i szerokości u góry ok. 6,5 m) rowów przeciwczołgowych stanowiących część niemieckiej linii umocnień A1 – „Venus”, zachowanej do dziś na odcinku do Młodzaw Dużych (do dziś przetrwał niemal niezniszczony rów o długości ok. 6,5 km, jest to prawdopodobnie najdłuższy taki rów przeciwpancerny z zachowanych w całej Polsce).